# Ladevèze-Ville
Ladevèze-Ville – miejscowość i gmina we Francji, w regionie Oksytania, w departamencie Gers.
Według danych na rok 1990 gminę zamieszkiwało 250 osób, a gęstość zaludnienia wynosiła 28 osób/km² (wśród 3020 gmin regionu Midi-Pireneje Ladevèze-Ville plasuje się na 813. miejscu pod względem liczby ludności, natomiast pod względem powierzchni na miejscu 1171.).